# Michael McElhatton
Michael McElhatton (Terenure, 12 settembre 1963) è un attore e sceneggiatore irlandese.
Attore irlandese molto attivo nella televisione e nel teatro, è noto principalmente per il suo ruolo di Roose Bolton nella serie televisiva Il Trono di Spade. Come sceneggiatore si ricorda il suo lavoro per le serie televisive irlandesi Your Bad Self, Fergus's Wedding e Paths to Freedom. Ha inoltre firmato la sceneggiatura del film Spin the Bottle insieme al regista Ian Fitzgibbon, con il quale ha più volte collaborato.

## Biografia
McElhatton è nato nel 1963 a Terenure, sobborgo alle porte di Dublino, da modesta famiglia. Inizia a studiare recitazione al Terenure College, scuola nota per avere una tradizione nel teatro, e successivamente trascorre otto anni a Londra dove si diploma alla Royal Academy of Dramatic Art nel 1987. Rientrato in Irlanda agli inizi degli anni novanta, inizia la sua carriera di attore principalmente in teatro e in televisione. Nel 1996 è diretto da John Carney nell'esordio cinematografico November Afternoon, dove interpreta il personaggio principale. Tra la fine degli anni novanta e l'inizio degli anni duemila, McElhatton partecipa a numerose serie e film per la televisione irlandese, ma continua a collaborare con vari registi cinematografici irlandesi allora agli esordi come Paddy Breathnach e Conor McPherson ricoprendo ruoli secondari in I dilettanti (1997), Saltwater (2000), Blow Dry (2001) e Actors (2003).
Tra il 2000 e il 2002 diviene un volto noto del piccolo schermo irlandese grazie alla partecipazione a sit-com come Paths to Freedom e Fergus's Wedding dirette dell'amico Ian Fitzgibbon, nelle quali interpreta il personaggio principale. McElhatton ricopre per queste serie televisive oltre a quello di attore anche il ruolo di sceneggiatore, scrivendo le sceneggiature di tutti gli episodi. Il personaggio di Rats, da lui scritto e interpretato in Paths to Freedom, diventa popolare tra il pubblico tanto da permettere di dedicargli un intero lungometraggio: esce così nel 2003 Spin the Bottle, diretto da Ian Fitzgibbon, con il quale McElhatton firma la sceneggiatura. Successivamente diminuiscono i ruoli principali, ma continua interpretando personaggi minori in film di registi di calibro come Lenny Abrahamson, John Boorman e Kari Skogland. McElhatton comparirà anche in successivi lungometraggi dell'amico di vecchia data Ian Fitzgibbon, come in Perrier's Bounty (2009) e Death of a Superhero (2011). Ritorna nelle vesti di sceneggiatore nel 2010 scrivendo sei episodi della sit-com Your Bad Self.
Nel decennio successivo arriva la svolta nella carriera dell'attore con ruoli in produzioni internazionali. Nel 2011 partecipa al film Albert Nobbs diretto da Rodrigo García, mentre l'anno successivo è tra gli interpreti del corto Pentecost di Peter McDonald, che ha ricevuto una nomination per il miglior cortometraggio ai Premi Oscar 2012. Quello stesso anno prende parte al film Doppio gioco di James Marsh, mentre in televisione è nel cast della miniserie Titanic - Nascita di una leggenda. La svolta vera e propria arriva però quando l'attore entra a fare parte del cast della popolare serie televisiva HBO Il Trono di Spade, a cominciare dalla seconda stagione, interpretando il personaggio di Roose Bolton. McElhatton darà il volto a lord Bolton anche nella terza, nella quarta, nella quinta e nella sesta stagione. Nelle ultime due stagioni alle quali prende parte è accreditato come membro del cast principale.
Nel 2015 è tra i protagonisti del film horror The Hallow di Corin Hardy, presentato al Sundance Film Festival 2015, mentre all'edizione successiva del festival è presentato il film Mammal, dove McElhatton interpreta uno dei tre personaggi principali. Sempre nel 2016 dà la voce a Laurence nel film d'animazione statunitense Il viaggio di Norm e prende parte alla seconda stagione della serie televisiva norvegese Mammon nel ruolo di un agente della CIA. Continua inoltre a collaborare con produzioni internazionali, prendendo parte a film quali La signora dello zoo di Varsavia di Niki Caro, King Arthur - Il potere della spada di Guy Ritchie e Justice League di Zack Snyder, dove interpreta il capo dei terroristi nella sequenza iniziale.
Tra la fine del decennio e l'inizio del successivo, si intensificano i ruoli in serie televisive statunitensi, tra cui Chernobyl (2019), L'alienista (2020), La Ruota del Tempo (2021-2023), Le relazioni pericolose (2022) e Jack Ryan (2023), dove interpreta Bill Tuttle. Nel 2021 è nel cast del film The Last Duel di Ridley Scott.

## Filmografia

### Cinema
- The Loser, regia di Keith Boak – cortometraggio (1990)
- November Afternoon, regia di John Carney e Tom Hall (1996)
- I dilettanti (I Went Down), regia di Paddy Breathnach (1997)
- All Souls' Day, regia di Alan Gilsenan (1997)
- Crush Proof, regia di Paul Tickell (1998)
- To the Mountain, regia di Jean Pasley – cortometraggio (1998)
- Between Dreams, regia di Ian Fitzgibbon – cortometraggio (1999)
- Underworld, regia di Ronan Gallagher – cortometraggio (1999)
- Saltwater, regia di Conor McPherson (2000)
- Blow Dry, regia di Paddy Breathnach (2001)
- Zulu 9, regia di Alan Gilsenan – cortometraggio (2001)
- Ape, regia di Rory Bresnihan – cortometraggio (2002)
- Actors (The Actors), regia di Conor McPherson (2003)
- Intermission, regia di John Crowley (2003)
- Spin the Bottle, regia di Ian Fitzgibbon (2003)
- Waterloo Dentures, regia di Rachael Moriarty e Peter Murphy – cortometraggio (2004)
- Mickybo & Me (Mickybo and Me), regia di Terry Loane (2004)
- Adam & Paul, regia di Lenny Abrahamson (2004) – voce
- God's Early Work, regia di Rory Bresnihan – cortometraggio (2004) – voce
- George, regia di Rory Bresnihan e John Butler – cortometraggio (2005)
- English, regia di Rory Bresnihan – cortometraggio (2005)
- The Tiger's Tail, regia di John Boorman (2006)
- The Martyr's Crown, regia di Rory Bresnihan – cortometraggio (2007)
- Spacemen Three, regia di Hugh O'Conor – cortometraggio (2008)
- Fifty Dead Men Walking, regia di Kari Skogland (2008)
- The Man Inside, regia di Rory Bresnihan – cortometraggio (2008) – voce
- Perrier's Bounty, regia di Ian Fitzgibbon (2009)
- Indovina chi sposa Sally (Happy Ever Afters), regia di Stephen Burke (2009)
- Parked, regia di Darragh Byrne (2010)
- Pentecost, regia di Peter McDonald – cortometraggio (2011)
- Albert Nobbs, regia di Rodrigo García (2011)
- Death of a Superhero, regia di Ian Fitzgibbon (2011)
- Doppio gioco (Shadow Dancer), regia di James Marsh (2012)
- Guida alle ricette d'amore (The Food Guide to Love), regia di Dominic Harari e Teresa Pelegri (2013) – voce
- The Legend of Longwood, regia di Lisa Mulcahy (2014) – voce
- The Hallow, regia di Corin Hardy (2015)
- Il viaggio di Norm (Norm of the North), regia di Trevor Wall (2016) – voce
- Mammal, regia di Rebecca Daly (2016)
- Autopsy (The Autopsy of Jane Doe), regia di André Øvredal (2016)
- Handsome Devil, regia di John Butler (2016)
- La battaglia di Jadotville (The Siege of Jadotville), regia di Richie Smyth (2016)
- La signora dello zoo di Varsavia (The Zookeeper's Wife), regia di Niki Caro (2017)
- King Arthur - Il potere della spada (King Arthur: Legend of the Sword), regia di Guy Ritchie (2017)
- Guard, regia di Jonathan Harden – cortometraggio (2017)
- The Foreigner, regia di Martin Campbell (2017)
- Justice League, regia di Zack Snyder (2017)
- The Overcoat, regia di Meelis Arulepp e Sean Mullen – cortometraggio (2017) – voce
- Captain Morten and the Spider Queen, regia di Kaspar Jancis (2018) – voce
- Boy Saint, regia di Tom Speers – cortometraggio (2018) – voce
- The Last Right, regia di Aoife Crehan (2019)
- Arracht, regia di Tom Sullivan e Tomás Ó Súilleabháin (2019)
- Togo - Una grande amicizia (Togo), regia di Ericson Core (2019)
- Winter Lake - Il segreto del lago (The Winter Lake), regia di Phil Sheerin (2020)
- Zack Snyder's Justice League, regia di Zack Snyder (2021)
- The Last Duel, regia di Ridley Scott (2021)

### Televisione
- Ballyseedy, regia di Frank Hand – film TV (1997)
- The Ambassador – serie TV, episodio 2x02 (1999)
- Aristocrats – miniserie TV, puntata 06 (1999)
- Vicious Circle, regia di David Blair – film TV (1999)
- Paths to Freedom – serie TV, 6 episodi (2000)
- Rebel Heart – miniserie TV, 3 puntate (2001)
- Fergus's Wedding – serie TV, 6 episodi (2002)
- Killinaskully – serie TV, episodio 2x07 (2005) – voce
- Hide & Seek – serie TV, 4 episodi (2006)
- My Boy Jack, regia di Brian Kirk – film TV (2007)
- Whistleblower – serie TV, episodi 1x01-1x02 (2008)
- Single-Handed – serie TV, episodi 3x01-3x02 (2009)
- Father & Son, regia di Brian Kirk – miniserie TV, puntate 02-03-04 (2009)
- Your Bad Self – serie TV, 6 episodi (2010)
- The Santa Incident, regia di Yelena Lanskaya – film TV (2010)
- Le inchieste dell'ispettore Zen (Zen) – serie TV, episodio 1x03 (2011)
- Titanic - Nascita di una leggenda (Titanic: Blood and Steel), regia di Ciaran Donnelly – miniserie TV, 7 puntate (2012)
- Il Trono di Spade (Game of Thrones) – serie TV, 19 episodi (2012-2016)
- Ripper Street – serie TV, episodi 1x04-1x06 (2013)
- The Ice Cream Girls, regia di Dan Zeff – miniserie TV (2013)
- The Fall - Caccia al serial killer (The Fall) – serie TV, 4 episodi (2013)
- New Worlds, regia di Charles Martin – miniserie TV, puntate 02-03-04 (2014)
- Strike Back – serie TV, episodi 5x07-5x08 (2015)
- Mammon – serie TV, episodi 2x07-2x08 (2016)
- Genius – serie TV, 9 episodi (2017-2018)
- Agatha e la verità sull'omicidio del treno (Agatha and the Truth of Murder), regia di Terry Loane – film TV (2018)
- Chernobyl, regia di Johan Renck – miniserie TV, puntata 05 (2019)
- The Rook, regia di Kari Skogland – miniserie TV, 4 puntate (2019)
- Das Boot – serie TV, 4 episodi (2020)
- L'alienista (The Alienist) – serie TV, 6 episodi (2020)
- Peek Zoo – serie TV, 22 episodi (2020)
- La Ruota del Tempo (The Wheel of Time) – serie TV, episodi 1x01-1x07-2x03 (2021-2023)
- Le relazioni pericolose (Dangerous Liaisons) – serie TV, 7 episodi (2022)
- Jack Ryan – serie TV, 6 episodi (2023)
- The Long Shadow, regia di Lewis Arnold – miniserie TV, 7 puntate (2023)
- The Dry – serie TV, 8 episodi (2024)

### Videogiochi
- Assassin's Creed IV: Black Flag (2013) – voce
- Final Fantasy XIV: Stormblood (2019) – voce
- Final Fantasy XIV: Shadowbringers (2019) – voce

## Teatro
- A Decision Pure and Simple, regia di Pat Miller (Riverside Studios, Londra)[20]
- An Enemy of the People, testo di Henrik Ibsen, regia di David Thacker (Young Vic, Londra, 1988)[20][21][22]
- The Midnight Court, regia di Mary McGuckian (Project Theatre, Dublino, 1989)[20][23]
- As You Like It, regia di Paul Jepson (Rose Theatre, Londra, 1989)[20][24]
- Little Malcolm and his Struggle against the Eunuchs, testo di David Halliwell, regia di Graham Sinclair (Battersea Arts Centre, 1991)[20][21][25]
- Handsome, Handicapped and Hebrew, regia di Sara Sugarman (Grove Theatre, Dunstable, 1992)[20]
- Elizabeth Barton, testo di Christina Katic, regia di Sara Clifford (Tabard Theatre, Londra, 1992)[20]
- Water Music, testo di Lyndon Morgan, regia di Keith Boak (Cockpit Theatre, Marylebone, 1992)[20]
- The Way of the World, testo di William Congrave, regia di Lynne Parker (Project Arts Centre, Dublino, 1993)[20][21][26]
- Greatest Hits, testo di Thomas McLaughlin, regia di Eamonn Hunt (Project Arts Centre, Dublino, 1994)[20][27]
- The Wind in the Willows, regia di Paul Whitworth (Crucible Theatre, Sheffield, 1997)[20]
- Twenty Grand, testo di Declan Hughes, regia di Conall Morrison (Abbey Theatre, Dublino, 1998)[20][28]
- Car Show, regia di Lynne Parker (Corn Exchange, Manchester, 1998)[20][29]
- The White Devil, testo di John Webster, regia di Jason Byrne (Loose Canon, Dublino, 1999)[20][30]
- An Ideal Husband, regia di Alan Stanford (Gate Theatre, Dublino, 1999)[20][21][31]
- The Wexford Trilogy, testo di Billy Roche, regia di Wilson Milam (Tricycle Theatre, Londra, 2000)[20][21][32]
- Shining City, testo e regia di Conor McPherson (Royal Court Theatre, Londra, 2004)[20][21][33]
- The Seafarer, testo e regia di Conor McPherson (Royal National Theatre, Londra, 2006)[20][21]
- Romeo and Juliet, regia e adattamento di Jason Byrne (Abbey Theatre, Dublino, 2008)[21][34]
- Only an Apple, testo di Tom Mac Intyre, regia di Selina Cartmell (Abbey Theatre, Dublino, 2009)[20][35]
- Christ Deliver Us!, testo di Thomas Kilroy, regia di Wayne Jordan (Abbey Theatre, Dublino, 2010)[21][36]
- Macbeth, regia e adattamento di Jimmy Fay (Abbey Theatre, Dublino, 2010)[21][37]
- The Night Alive, testo e regia di Conor McPherson (Donmar Warehouse, Londra, 2013)[21][38]

## Riconoscimenti

### IFTA - Irish Film and Television Award
- 2003 - Nomination al miglior attore protagonista per Spin the Bottle[39]
- 2003 - Nomination alla migliore sceneggiatura per Spin the Bottle[39]
- 2007 - Nomination al miglior attore protagonista in una serie televisiva per Hide & Seek[40]
- 2013 - Nomination al miglior attore non protagonista per Death of a Superhero[41]

### Altri premi
- Screen Actors Guild Awards 2014 - Nomination al miglior cast in una serie drammatica per Il Trono di Spade[42]

## Doppiatori italiani
Nelle versioni in italiano delle opere in cui ha recitato, Michael McElhatton è stato doppiato da:
- Roberto Pedicini ne Il Trono di Spade, King Arthur - Il potere della spada
- Massimo Lodolo in Autopsy, Agatha e la verità sull'omicidio del treno
- Antonio Palumbo in Togo - Una grande amicizia, L'alienista
- Franco Mannella in Albert Nobbs, La Ruota del Tempo (ep. 2x03)
- Stefano De Sando in Genius, Le relazioni pericolose
- Achille D'Aniello in Indovina chi sposa Sally
- Danilo De Girolamo in Le inchieste dell'ispettore Zen
- Luca Biagini in Titanic - Nascita di una leggenda
- Marco Mete in La signora dello zoo di Varsavia
- Fabio Gervasi in The Foreigner
- Fabrizio Russotto in Chernobyl
- Paolo Maria Scalondro in Das Boot
- Stefano Billi in Winter Lake - Il segreto del lago
- Ricky Tognazzi ne La Ruota del Tempo (ep. 1x01, 1x07)